# Scatman’s World
Scatman’s World ist ein Musikalbum von Scatman John aus dem Jahre 1995. Es erschien nach dem Erfolg seiner Debütsingle Scatman (Ski-Ba-Bop-Ba-Dop-Bop). In dem Album wird eine imaginäre Utopie-Gesellschaft namens „Scatland“ beschrieben. Er beschreibt das mit dem Satz: „If you’re wondering where Scatland is, you don’t have to look too far; it’s between your deepest dreams and warmest wishes“ (Falls du dich fragst, wo Scatland sein soll, musst du nicht lange danach suchen; du findest es zwischen deinen geheimsten Träumen und größten Wünschen).
Die Lieder enthalten verschiedene Elemente der US-amerikanischen Gesellschaft und zielen auch auf Scatmans persönliche Erfahrungen: Popstar beschreibt mit einem ironischen Unterton das oberflächliche Leben von Berühmtheiten, Quiet Desperation handelt vom perspektivlosen Leben Obdachloser. Time (Take Your Time) erzählt von seiner Zeit bei den Anonymen Alkoholikern.
Die auch als Single veröffentlichte Ballade Song of Scatland ist einem imaginären Königreich gewidmet. Hi, Louis schließt das Album mit traditionellem Scatting und Jazz-Piano, der Titel ist möglicherweise ein Bezug zu Louis Armstrong, der noch in Everybody Jam! vom gleichnamigen Album erwähnt wird.
Scatman’s World war international und besonders in Japan erfolgreich, wo es Platz 2 der Charts erreichte und sich mehr als 40 Wochen in den Charts hielt. Insgesamt wurden mehr als 1,5 Millionen Kopien des Albums verkauft.

## Titelliste
1. Welcome to Scatland – 0:49
2. Scatman’s World – 3:40
3. Only You – 3:42
4. Quiet Desperation – 3:51
5. Scatman (Ski-Ba-Bop-Ba-Dop-Bop) – 3:30
6. Sing Now! – 3:38
7. Popstar – 4:13
8. Time (Take Your Time) – 3:41
9. Mambo Jambo – 3:30
10. Everything Changes – 4:38
11. Song of Scatland – 5:05
12. Hi, Louis – 2:34
13. Scatman [Game Over Jazz] – 5:03
14. Scatman [Spike Mix] – 6:43 (Japan Bonus Track)

## Kommerzieller Erfolg

### Chartplatzierungen
| ChartsChartplatzierungen | Höchstplatzierung | Wochen |
| ------------------------ | ----------------- | ------ |
| Deutschland (GfK)        | 6 (17 Wo.)        | 17     |
| Österreich (Ö3)          | 25 (10 Wo.)       | 10     |
| Schweiz (IFPI)           | 4 (16 Wo.)        | 16     |

| ChartsJahrescharts (1995) | Platzierung |
| ------------------------- | ----------- |
| Deutschland (GfK)         | 56          |
| Schweiz (IFPI)            | 28          |

### Auszeichnungen für Musikverkäufe
| Land/Region       | Auszeichnungen für Musikverkäufe (Land/Region, Auszeichnung, Verkäufe) | Verkäufe |
| ----------------- | ---------------------------------------------------------------------- | -------- |
| Frankreich (SNEP) | Gold                                                                   | 100.000  |
| Polen (ZPAV)      | Gold                                                                   | 50.000   |
| Schweden (IFPI)   | Gold                                                                   | 50.000   |
| Insgesamt         | 3× Gold ·                                                              | 200.000  |